# Владимир Кршљанин
Владимир Кршљанин (Београд, 3. фебруар 1960) је српски  дипломата, политичар, песник и научни радник.
Био је помоћник Слободана Милошевића за међународне односе током процеса у Хашком трибуналу и почасни професор Руског државног трговинско-економског универзитета. Председник је Српског одељења Међународне словенске академије наука, образовања, уметности и културе, секретар Међународног комитета "Слободан Милошевић", члан председништва Светског савеза слободних мислилаца, активан у више српских и међународних друштвених организација.

## Биографија
Отац Мирољуб (1924—2001) био је учесник НОР-а, РВИ, виши стручни сарадник Института за међународну политику и привреду у Београду и песник, а мајка Душанка (рођ. Лукић 1934—2014) наставник руског језика и сликар-аматер. И ОШ "Старина Новак" и Пету београдску гимназију, завршио је као ученик генерације. На ПМФ-у у Београду је дипломирао (1983) и магистрирао (1986) астрофизику. ЈНА је служио 1987/88 у ШРО ТСл КоВ у Загребу.
Објавио је четири књиге поезије, песме су му уврштене у две домаће антологије и превођене на италијански, руски, украјински и француски. Преводио је поезију са руског и енглеског језика. Члан је Удружења књижевника Србије од 1990.
Научним радом из астрофизике, пре свега у области сударног ширења спектралних линија и дијагностике астрофизичке плазме, бавио се 1983—1992. на Астрономској опсерваторији у Београду под руководством др Милана С. Димитријевића, усавршавао се на опсерваторији ЧСАН Онджејов (1983) и на Јуниверзити колеџу у Лондону (1989, под руководством др Џилијен Пич) и објавио велики број радова у домаћим и међународним часописима и једну монографију, за коју је добио Теслину награду за стваралаштво младих.
Био је члан руководства Социјалистичке партије Србије задужен за међународну сарадњу 1991—1996. и 2000—2003. У Савезном министарству иностраних послова СРЈ је био 1996—1998. у рангу опуномоћеног министра, а 1998—2000. у рангу амбасадора. Током суђења Милошевићу у Хашком трибуналу био је члан тима његове одбране и управе удружења "Слобода". У периоду 2003—2017, радио је као консултант српских и руских компанија и као сарадник Руског института за стратешка истраживања, а све време је био и активан као један од оснивача или руководилац у друштвеним организацијама (Београдски форум за свет равноправних, "Слобода", "Слободна Србија", Народни покрет Србије, Покрет за Србију Архивирано на веб-сајту  (25. јануар 2020), као и у међународним - Евроазијски социјалистички конгресм Европски мировни форум, Међународни комитет за одбрану Слободана Милошевића (после Милошевићеве смрти променио име у Међународни комитет "Слободан Милошевић"), Светски савет за мир, Светски савез слободних мислилаца, Међународна словенска академија наука, образовања, уметности и културе.
Објавио је више радова (на више језика) и две књиге из области међународних односа и друштвене теорије, као и велики број политичких текстова, коментара и интервјуа. Службено је посетио готово све Европске и велики број земаља Азије и Африке. Православну духовност сматра универзалном основом за изградњу праведног, стваралачког и просперитетног друштва, као и слободне, уједињене и независне српске државе. Од 2017. је ангажован у МСП Републике Србије.
У априлу 2023. године руски председник Владимир Путин му је доделио доделио Руско држављанство.
Ожењен је, има три кћерке и унуку.

## Дела
- ИЗЛАЗ ЗА СРЦЕ (песме), рецензије и поговори: Љубивоје Ршумовић и Милорад Р. Блечић, ЗАПИС, Београд, 1980, стр. 108
- ЕРИДАН, ТОПЛА РЕКА (песме), рецензија и поговор: Оскар Давичо, Независна издања Слободана Машића, Београд, 1989, стр. 80
- ШТАРКОВ ПОМАК ЈОНСКИХ ЛИНИЈА КОД ТОПЛИХ ЗВЕЗДА – ION LINES STARK SHIFTS IN SPECTRA OF HOT STARS, (монографија, двојезично: српски – енглески) Publ. Obs. Astron. Belgrade, № 37, Belgrade, 1989, pp. 114, UDC 52-355-3, YU ISSN 0373-3742
- СЛОБОДНА ЉУБАВ (песме), рецензија и поговор: Чедомир Мирковић, Просвета, Београд, 2000, стр. 94, CIP 886. 1-14, ИД-85296140
- ERIDANO, IL FIUME CALDO, traduzione in italiano a cura di Dragan Mraovic, BOSCO DELLE NOCI, Bari, 2000, стр. 72
- СЛОБОДНА СРБИЈА – приручник за ослобођење Архивирано на веб-сајту  (22. децембар 2019) (политички есеји), рецензија: Томислав Миленковић, Народни покрет Србије, Београд, 2008, стр. 132
- РЕКА ЉУБАВИ – поезија и препеви', рецензија и поговор: Горан Бабић, Просвета, Београд, , . 2017. стр. 278. ISBN 978-86-07-02172-7. Недостаје или је празан параметар |title= (помоћ)
- СРБИЈА И РУСИЈА – аргументи за нову политику (друштвена теорија и полемика), рецензије и поговори: Сергеј Бабурин и Слободан Антонић, Центар академске речи, Шабац; Информатика, Београд; Међународна словенска академија, Москва; 2018,.  978-86-80142-28-9. стр. 448.